# Solaris InterUrbino
Il Solaris InterUrbino è un autobus interurbano costruito dalla polacca Solaris Bus & Coach a partire dal 2010.
Viene assemblato nello stabilimento Solaris di Bolechowo, in Polonia.

## Storia
Il Solaris InterUrbino è stato presentato al Transexpo 2009 ospitato da Kielce, in Polonia, il 16 settembre, mentre la presentazione europea è avvenuta al Busworld Kortrijk Trade di Courtrai, in Belgio.
I primi prototipi, prodotti nel 2009, sono stati sottoposti a diversi test nei circuiti della Tatra a Kopřivnice e di Wabco a Rovaniemi.

## Diffusione
Ben 720 mezzi sono stati acquistati da Cotral tra il 2016 e il 2020. 25 esemplari sono utilizzati delle Ferrovie Appulo Lucane.11 esemplari saranno invece consegnati alla Libertas di Ragusa di Dalmazia, in Croazia.